# Hikaru Mita
Hikaru Mita (født 1. august 1981) er en tidligere japansk fodboldspiller.
Han har spillet for flere forskellige klubber i sin karriere, herunder Albirex Niigata, Tokushima Vortis og FC Gifu.